# Commissariat à l'énergie atomique et aux énergies alternatives
Il Commissariat à l'énergie atomique et aux énergies alternatives (CEA) è un ente pubblico francese di ricerca scientifica nei settori dell'energia, della difesa, delle tecnologie dell'informazione, delle scienze della materia, delle scienze della vita e della salute; impiantato su 11 siti in Francia. Storicamente denominato Commissariat à l'énergie atomique (CEA), ha cambiato nome nel 2010, allargando il suo campo alle energie alternative.
I principali centri di ricerca sono impiantati a Saclay, Fontenay-aux-Roses (Île-de-France), Marcoule, Cadarache (PACA) e Grenoble (Isère). Il centro CEA di Saclay si trova nel cluster tecnologico di Paris-Saclay; il centro CEA di Grenoble si trova nel Polygone scientifique.
Il CEA è un organismo di ricerca inquadrato come ente pubblico a carattere industriale e commerciale (EPIC). Esso ha per missione principale di sviluppare le applicazioni dell'energia nucleare nei settori scientifici, industriale e della difesa nazionale. Alla fine del 2016, esso impiega 16.010 persone e ha un budget annuale di 4,1 miliardi di euro.

## Organizzazione
Direzioni operative
- Direction de l'énergie nucléaire (DEN)
- Direction des applications militaires (DAM)
- Direction de la recherche technologique (DRT)
- Direction de la recherche fondamentale (DRF)

## Centri di ricerca
Centri di studi civili
- CEA Paris-Saclay
  - CEA Fontenay-aux-Roses a Fontenay-aux-Roses
  - CEA Saclay a Gif-sur-Yvette
- CEA Grenoble a Grenoble
- CEA Cadarache a Saint-Paul-lès-Durance
- CEA Marcoule a Chusclan / Codolet / Pierrelatte (Tricastin)

Centri di studi per le Applicazioni Militari
- CEA DAM Île-de-France a Bruyères-le-Châtel
- CEA CESTA a Le Barp
- CEA Gramat a Gramat
- CEA Valduc a Salives
- CEA Le Ripault a Monts